# Kanton Mana
Kanton Mana is een kanton van het Franse departement Frans-Guyana. Kanton Mana maakt deel uit van het arrondissement Saint-Laurent-du-Maroni en telt 9.507 inwoners (2007).

## Gemeenten
Het kanton Mana omvat de volgende gemeenten:
- Awala-Yalimapo
- Mana (hoofdplaats)